# Bryan Nouvier
Bryan Nouvier (n. 21 iunie 1995, Metz, Franța) este un fotbalist francez, care joacă pe post de mijlocaș la Jeunesse Esch în BGL Ligue.